# Via Bahia
VIABAHIA Concessionária de Rodovias, ou simplesmente, VIABAHIA, foi uma concessionária de rodovias do estado brasileiro da Bahia com sede em Salvador. Foi formada em 11 de maio de 2009 como sociedade de propósito específico em função de o Consórcio RODOBAHIA ter vencido o leilão pela Agência Nacional de Transportes Terrestres (ANTT) de concessão pública do sistema de rodovias envolvendo trechos das rodovias federais BR-116 e BR-324 e estaduais BA-526 e BA-528. O contrato de concessão do sistema rodoviário teve uma duração de 16 anos, quando foi encerrado em 15 de maio de 2025.
Começou em outubro de 2009 a operação do sistema rodoviário concedido, composto pela BR-116 no trecho entre o município de Feira de Santana e a divisa entre os estados da Bahia e Minas Gerais (com 554,1 quilômetros), pela BR-324 no trecho entre Feira de Santana e Salvador (com 113,2 quilômetros), pela BA-526 no trecho entre a BR-324 e BA-528 (com 9,3 quilômetros) e pela BA-528 no trecho até o acesso à Base Naval de Aratu (com 4,0 quilômetros). Ao total, a concessionária opera em 26 municípios baianos e em 680 quilômetros de rodovias.
A empresa Via Bahia iniciou as cobranças em sua praças na BR-116 no dia 7 de dezembro de 2010. Em julho de 2011, moradores do distrito de Humildes (em Feira de Santana) fecharam a rodovia BR-324 em protesto contra a mudança do local do acesso ao distrito para outro, localizado 2,5 quilômetros mais distante, feito pela concessionária e que aumentou o percurso em oito quilômetros.
Inicialmente a concessionária tinha como acionista majoritário o Grupo Isolux Corsán até que negociações em 2015 levaram à venda dos 80,8% da ViaBahia à empresa ROADIS Transportation, estabelecida em 2016 pelo fundo de pensão canadense PSP Investiments para administrar tais ativos adquiridos naquela negociação. Em abril de 2020, o Grupo ROADIS passou a ter o total do capital social da ViaBahia na medida em que comprou do Grupo ENGEVIX o restante das ações.